# Моффи, Терем
Терем Игобор Моффи (англ. Terem Igobor Moffi; родился 25 мая 1999) — нигерийский футболист, нападающий французского клуба «Ницца» и сборной Нигерии.

## Клубная карьера
Профессиональную карьеру начал в литовском клубе «Кауно Жальгирис» в 2017 году. Затем выступал за другой литовский клуб «Ритеряй», стал бронзовым призёром чемпионата Литвы 2019 года и занял третье место среди бомбардиров сезона (20 голов). В январе 2020 года перешёл в бельгийский «Кортрейк». 18 января 2020 года дебютировал за «Кортрейк» в матче против «Синт-Трёйдена». Всего провёл за бельгийскую команду 9 матчей и забил 5 мячей. 1 октября 2020 года перешёл во французский клуб «Лорьян», подписав четырёхлетний контракт. 17 октября 2020 года дебютировал в основном составе «Лорьяна» в матче французской Лиги 1 против «Реймса», отметившись забитым мячом.

## Карьера в сборной
В июне 2021 года дебютировал в составе сборной Нигерии.